# 深良用水
深良用水（ふからようすい）は、箱根山をトンネルで貫き、神奈川県・箱根の芦ノ湖の湖水を静岡県裾野市に引くために造成された灌漑用水路。
箱根用水（はこねようすい）とも呼ばれる。

## 概要

深良用水の断面図

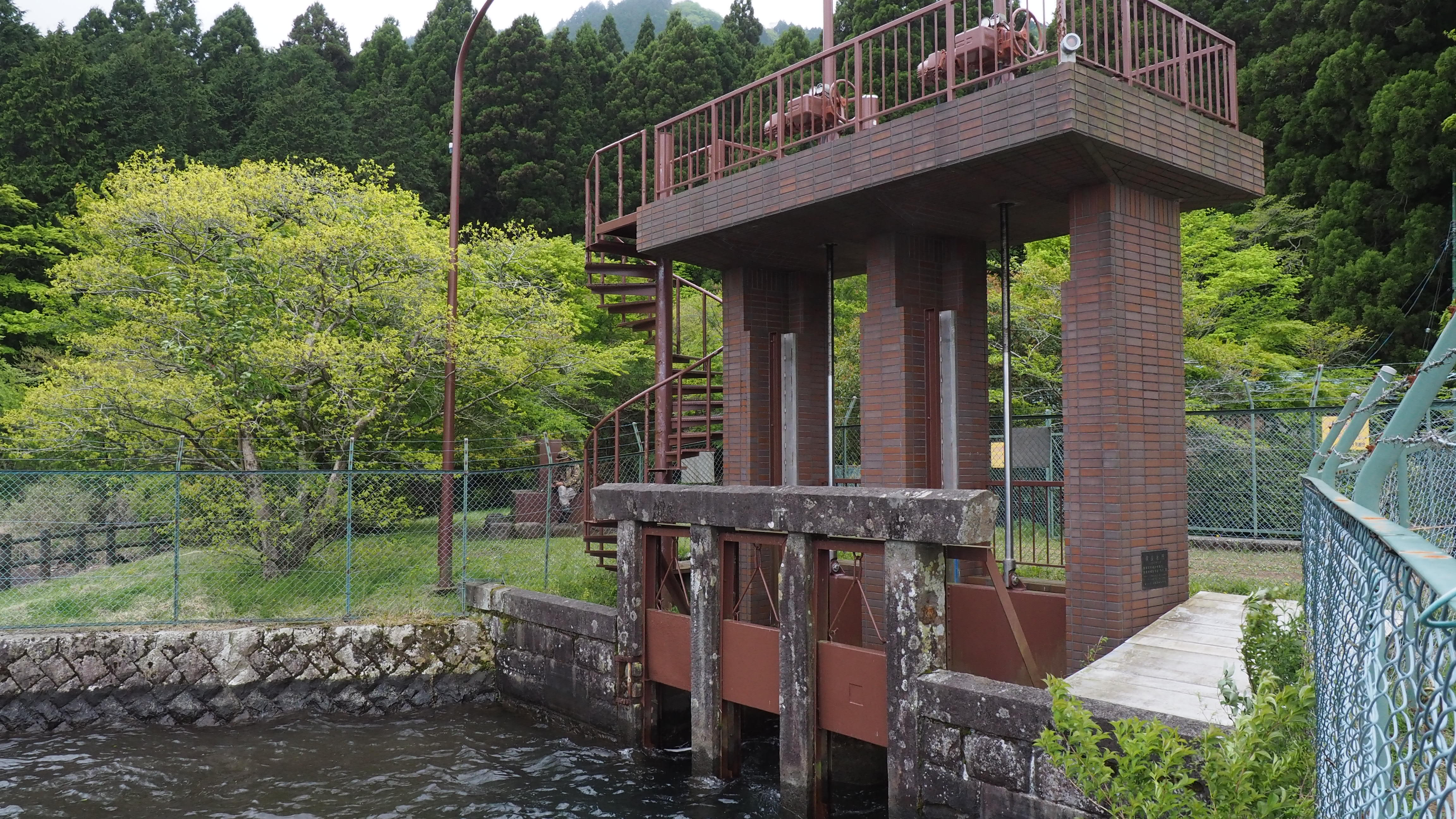
深良水門

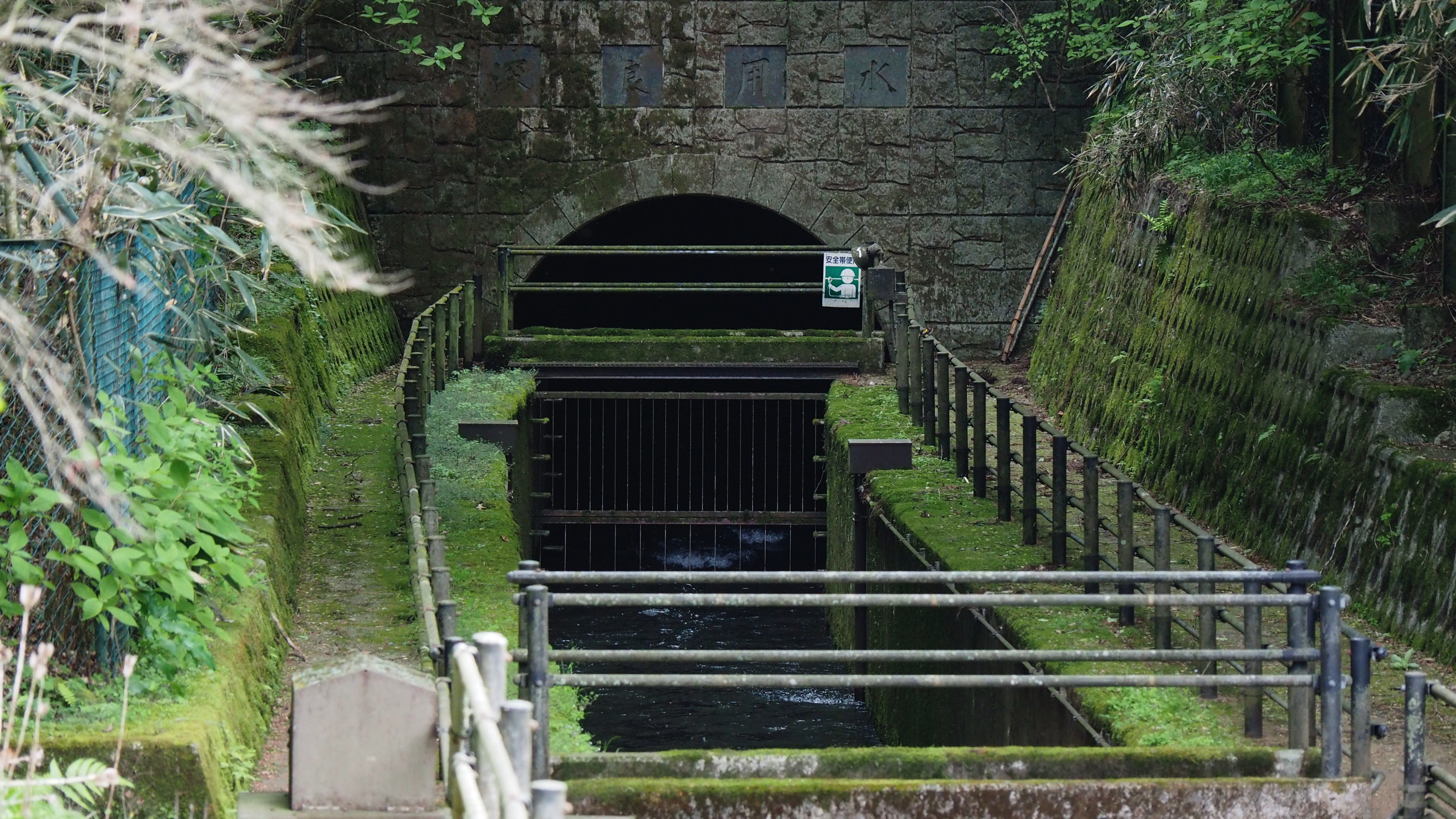
深良用水の芦ノ湖側隧道入口

江戸時代前期の1666年に工事開始。1670年に完成し、以降現在に至るまで、裾野市、御殿場市、長泉町および清水町の一部事務組合である芦湖水利組合により、灌漑用水、生活用水、防火用水、東京発電による深良川第一発電所の水力発電用水として利用している。しかし現在は2級河川の芦ノ湖の管理者は河川法により神奈川県となっている。全長は1,280メートル。芦ノ湖の水門から、湖尻峠付近の地下を通り、神奈川・静岡県境を越え、狩野川水系黄瀬川支流の深良川に注いでいる。
2020年（令和2年）、通水350周年の節目を迎えることから用水を運営する県芦湖水利組合、裾野市が記念事業を行う準備を進めている。トンネル内は、毎年春と秋に計2回点検作業を行っているが、一般参加を認めることも検討されている。2023年（令和5年）9月に土木学会選奨土木遺産に認定された。

## かんがい面積、隧道長さ・深さ・幅
深良用水のかんがい（水掛）面積は、527.153ヘクタール（内訳：裾野市336.541ヘクタール、御殿場市1.760ヘクタール、長泉町172.658ヘクタール、清水町16.194ヘクタール）。
隧道の長さは、1280.3メートル、幅は1.8メートル、高さは1.8メートルである。

## 名称
深良用水は、「箱根用水」とも呼ばれるが、その他にも「箱根掘抜水」「箱根湖水」という名称も確認される。
2014年（平成26年）世界かんがい施設遺産として登録された際には「深良用水」として登録された。
本用水を運用管理する静岡県芦湖水利組合およびその前身となる組織が組合規約や組合決議等で使用する名称も「深良用水」以外に、古くは「箱根湖用水」「箱根用水」、「芦湖用水」が使用されている。

## 流域の自治体、流路
深良用水で灌漑される地域は、上郷、中郷、下郷がある。
御殿場市
神山
裾野市
深良、岩波、上ケ田、金沢、葛山、御宿、千福、桃園、富沢、伊豆島田、水窪
長泉町
南一色、納米里、上土狩、中土狩、下土狩、竹原、本宿
清水町
伏見、新宿

## 堰
主要な堰は上郷に13か所、中郷に17か所、下郷に26か所ある。

### 上郷
- 豊後堰[11]
- 古川堰[11]
- 太郎右衛門堰[11]
- 利平埋樋[11]
- 五反田水門[11]
- 弥平治埋樋[11]
- 橋場堰[11]
- 大洞堰[11]
- カロウト堰[11]
- 古堰[11]
- 切久保堰[11]
- 千福堰[11]
- 富沢堰[11]

### 中郷
- 佐野堰[11]
- 大柄沢堰[11]
- 宿堰[11]
- 上野田堰[11]
- 下野田堰[11]
- 横堰[11]
- 大堰[11]
- 九尺堰[11]
- 舞台堰[11]
- 若狭堰[11]
- 稲荷堰[11]
- 中曽根堰[11]
- 中丸辻堰[11]
- 八幡堰[11]
- 小柄堰[11]
- 用水堰[11]
- 赤石堰[11]

### 下郷

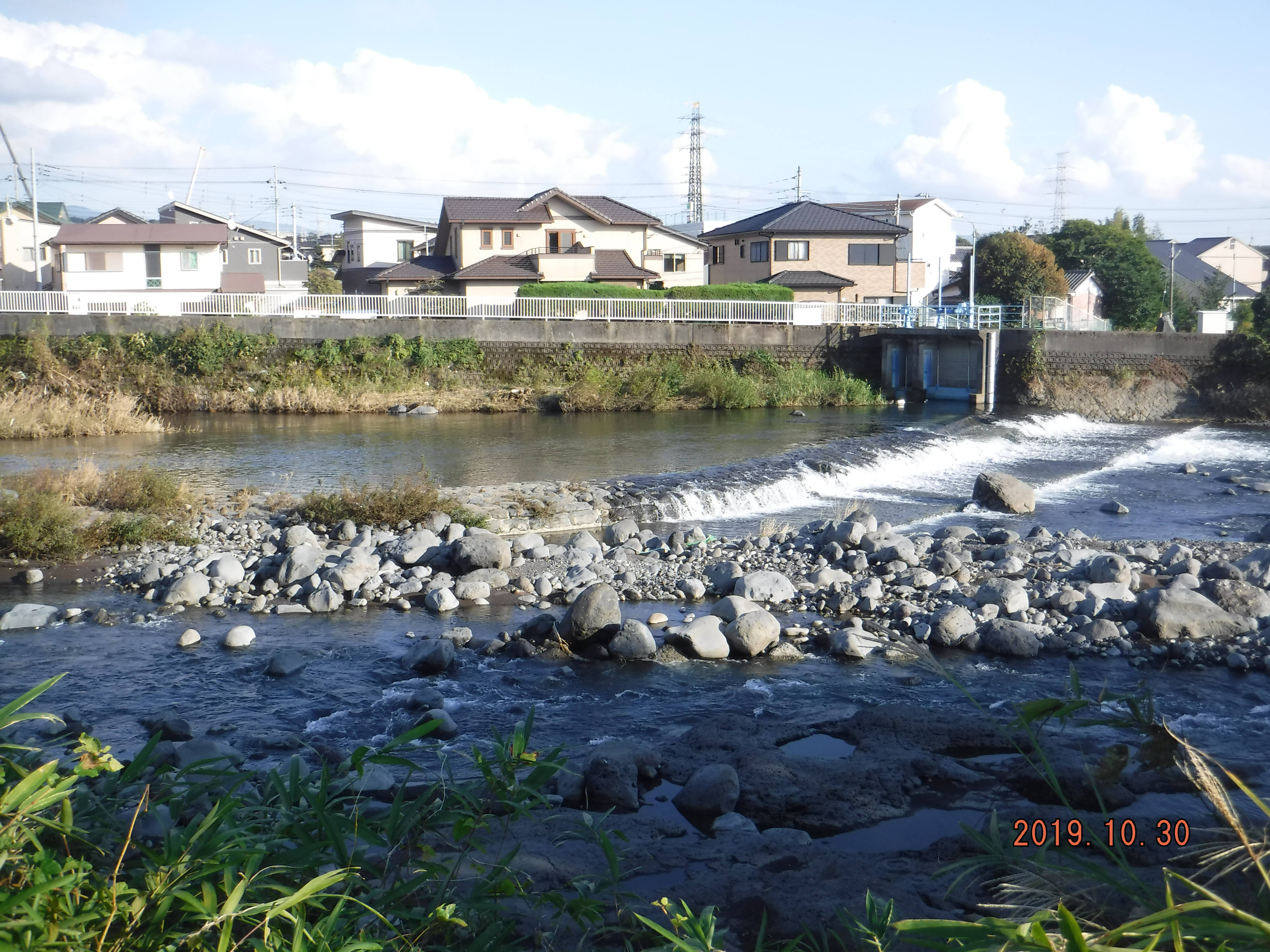
水窪大堰
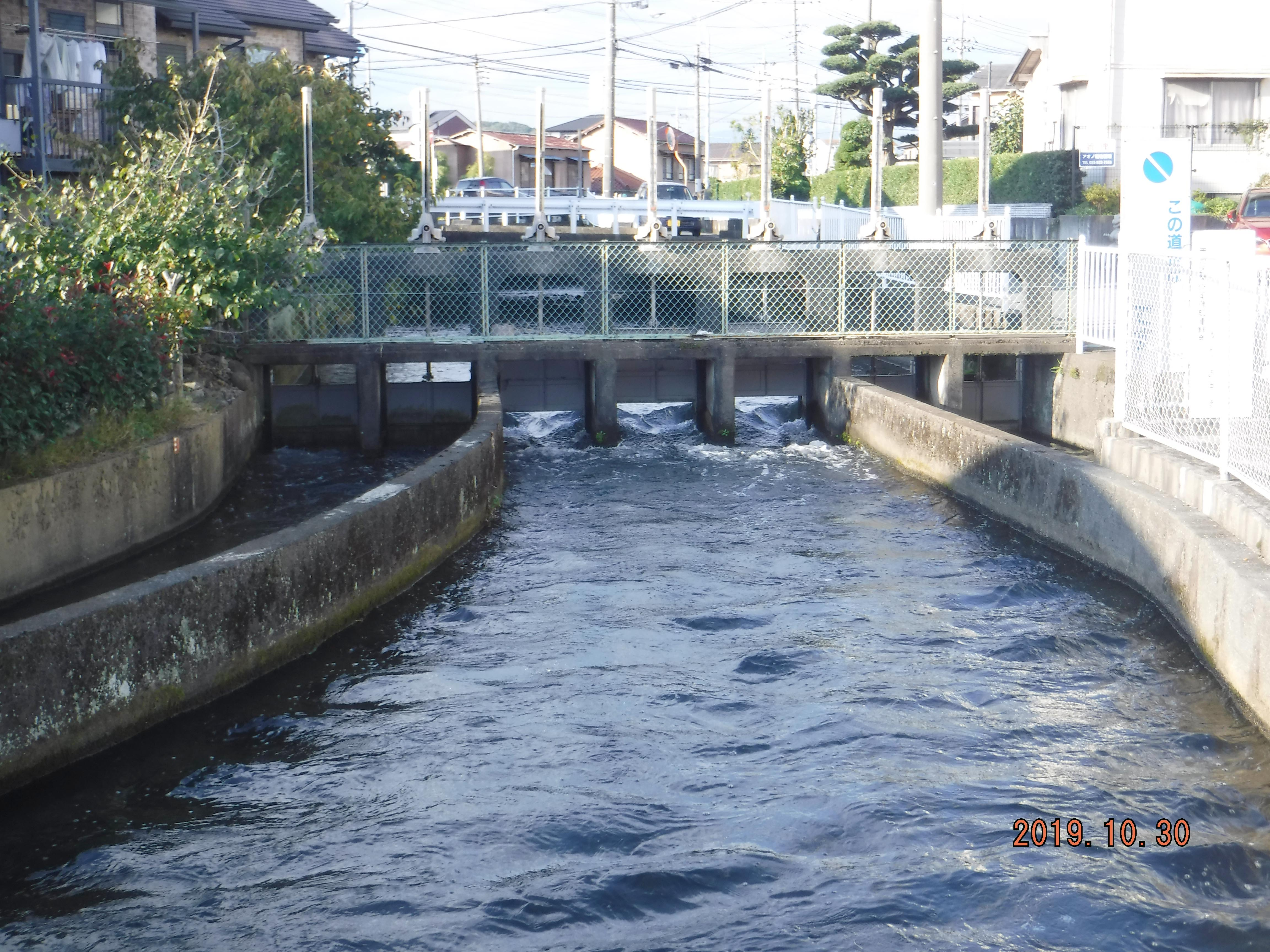
三俣堰

伊豆島田と水窪の境の黄瀬川本流にある大型の堰。ここで取水された水は、裾野市、長泉町、清水町の下郷全域に配水されている。
- 三俣堰

水窪大堰で取水した水を、三方向へ分流する堰。西への流れは水窪、納米里へ、東の流れは伊豆島田の用水になっている。中央の流れは中川（下流部では久保田川）と呼ばれ、上土狩、下土狩、竹原、伏見を灌漑し、伏見で黄瀬川に合流する。
- 高堰[11]
- 穴堰[11]
- 今堰[11]
- 絹田堰[11]
- 秋次堰[11]
- 挟間堰[11]
- 御前堰[11]
- 舞台堰[11]
- 大割堰[11]
- 弥次郎堰[11]
- 開キ[11]
- 西海道堰[11]
- 八反田堰[11]
- 雨降堰[11]
- 谷口堰[11]
- 右近田堰[11]
- 窪田堰[11]
- 本宿堰[11]
- ニタ松田堰[11]
- 柊堰[11]
- 六反田堰[11]
- 峠田堰[11]
- 経塚堰[11]
- 久根内堰[11]

- 水窪大堰
- 三俣堰

## 用水の利用
深良用水は、農業用水としての利用だけでなく、生活用水、産業用水、防火用水としても利用されている。

### 水力発電事業
産業革命の進展とともに電力の需要が高まり芦ノ湖を水源とする深良川は年間を通して安定的な水量を得られることから水力発電事業に適していた為、明治時代中期から水力発電所の設立が計画された。東京電燈株式会社が1922年（大正11年）11月に第1発電所、第2発電所を、翌年に第3発電所を完成させ、現在は東京発電株式会社が発電所を運営している。隧道（ずいどう）の穴口で発電用に取り込まれた水は、第1、第2、第3発電所を経由して、最後は深良川に戻される。過去には、深良川の新田橋に小規模発電施設があったが現在は撤去されて存在しない。

## 現在の運用
現在、深良用水隧道や堰など、深良用水に関する施設の維持管理は、1957年（昭和32年）2月発足（名称変更）の静岡県芦湖水利組合（管理者：裾野市長、副管理者：長泉町長）が中心となり行っている。
上郷・中郷・下郷への水配については、水利組合や、上郷・中郷・下郷からそれぞれ選出された水配人によって実施されている。

## 深良用水の歴史
富士山は成層火山のため、その雪解け水は富士山やその麓の地下を通って少し離れた場所に湧出している。他方で麓の一帯の表層部は火山灰を含む地質で水もちが悪かったが、その一部である駿河国深良村（現在の静岡県裾野市深良地区）の農民たちは黄瀬川の水を用水とし水田と畑地に利用していた。年貢米の石高増産を目的として、箱根外輪山に隧道を掘って芦ノ湖の水を新川経由で黄瀬川に混ぜて用水に利用し、深良地域の畑地の水田化を目指した。即ち畑成田を増やしたのである。その工事の請負人が友野與右衛門をはじめとする江戸の商人達であった。
芦ノ湖側と深良側の両方から手作業のみで掘り進めた。この2本のトンネルが出会った地点に1mほどの段差があるが、上流の芦ノ湖側は高めに、下流の深良側は低めに掘り進め当初の計画通りに出来上がった。（設計者は、トンネルの連結部で上流側が低く下流側が高くなる事を恐れた為である。）建設機械やコンピュータもない時代、当時の土木工事や測量の技術の高さを物語っている。また、作業者が酸欠にならないよう、トンネルの途中には息抜き穴も備えている。

### 概略
水不足に苦しみ米づくりができない厳しい駿東のために、深良村名主大庭源之丞は芦ノ湖からトンネルを掘り湖水を導くことを考えていた。大庭源之丞は、江戸で商売をしており新田開発の経験のある友野与右衛門の協力も得ることとなり、友野与右衛門は寛文3年（1663年）に箱根権現にトンネル開墾の祈願を行った。友野与右衛門、長浜半兵衛、尼崎嘉右衛門、浅井次郎兵衛の4名は、小田原藩と沼津藩の開発請負手形を提出し許可を得て、寛文6年（1666年）から寛文10年（1670年）までかけて掘り抜き工事を実施し深良用水は完成した。トンネルを掘って導くことは、当時としては高い技術と知識が必要で、費用も多額にかかったとされる。一方、駿河國新風土記や駿河志料によると、小田原藩御厨代官所の小山源兵衛によって立案され、稲葉家引き送り書（貞享3年）に記載されている江戸の町人4名の者達、即ち浅井佐次右衛門、友野与右衛門、須崎源右衛門、橋本山入らが請け負った町人請負の新田開発であったという説もある。この説の場合では、掘抜き工事は、小田原藩用水奉行小山源兵衛の指揮のもとに寛文6年7月に始まり、寛文10年4月に掘抜きが完成し、寛文11年5月に初めて通水し、寛文12年5月になって十分な水量の用水が、芦ノ湖より深良村へ流下するようになったとされる。また芦ノ湖を御手洗之池として所領していた箱根権現へは、当時小田原藩より実質的な補償金の代替として、社殿などの大掛かりな普請がなされた。それが現在、箱根神社宝物殿に展示されている「寛文七年棟札」によって明らかなる箱根権現寛文大修造とされる。

### 逆川事件
早川の村々から芦ノ湖の水を利用したいという要望があり、1895年（明治28年）11月に仙石原村村長から静岡県に水引用の願出をしたが、不許可となった。これが原因となり、逆川事件へとつながった。1896年（明治29年）4月12日に、水利組合の見回り人の勝又勇蔵は、耕牧舎支配人須永伝蔵と仙石原農民達が、深良用水の水確保のために静岡県側水利組合が設けていた湖尻逆川（さかさがわ）人口河床（甲羅伏せ）を、破壊しているのを目撃し、水管理者の静岡県小泉村長に報告する「逆川事件」が発生した。1896年（明治29年）5月1日に沼津警察署長警部宛てに告訴状が提出され訴訟となり、横浜地方裁判所は被告無罪としたが、用水管理者は上告し東京控訴院は棄却という結果になった。原院検事長の野村維章は、東京控訴院の判断内容を検討し、水利の権利を破壊する行為として大審院に上告し、1898年（明治31年）に、大審院判決により、静岡県の深良村外六ケ村水利組合が勝訴した。大審院判決が決定する少し前から、静岡県知事の千家尊福の依頼により冨田鉄之助は和解調停と進め、和解決定之証を作成した。主な条件として、芦ノ湖の水や水門に関する権利は、従来通り、深良村外6ヶ村に専属することを確認し、芦ノ湖の貯水量を現在より2尺増やす堤防か防波石垣工事をすることを条件に、深良用水の10分の1を仙石原村外七ヶ町村へ字逆川口より分水することとして、和解式はしたが、工事も分水も行われなかった。

## 世界かんがい施設遺産、疏水百選
日本を代表する用水のひとつとして2005年（平成17年）農林水産省の疏水百選に選定された。
2014年（平成26年）9月に開催された国際かんがい排水委員会（ICID)総会・国際執行理事会においてかんがい施設遺産に登録された。世界かんがい施設遺産は2014年（平成26年）に創設された取り組みで、登録対象は建設から100年以上経過している施設などであり、深良用水の歴史的・技術的・社会的価値が評価された。

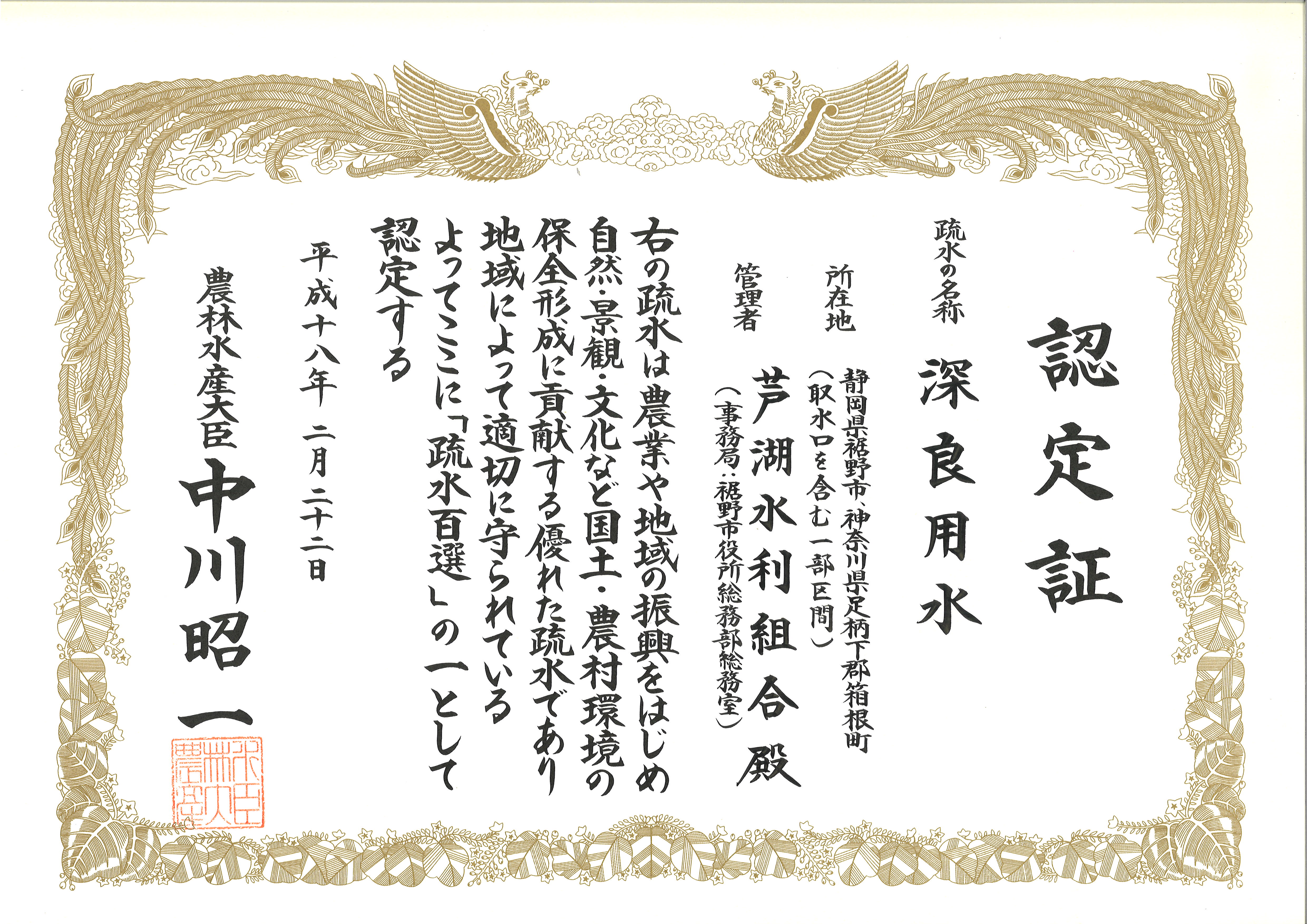
深良用水疏水百選認定証
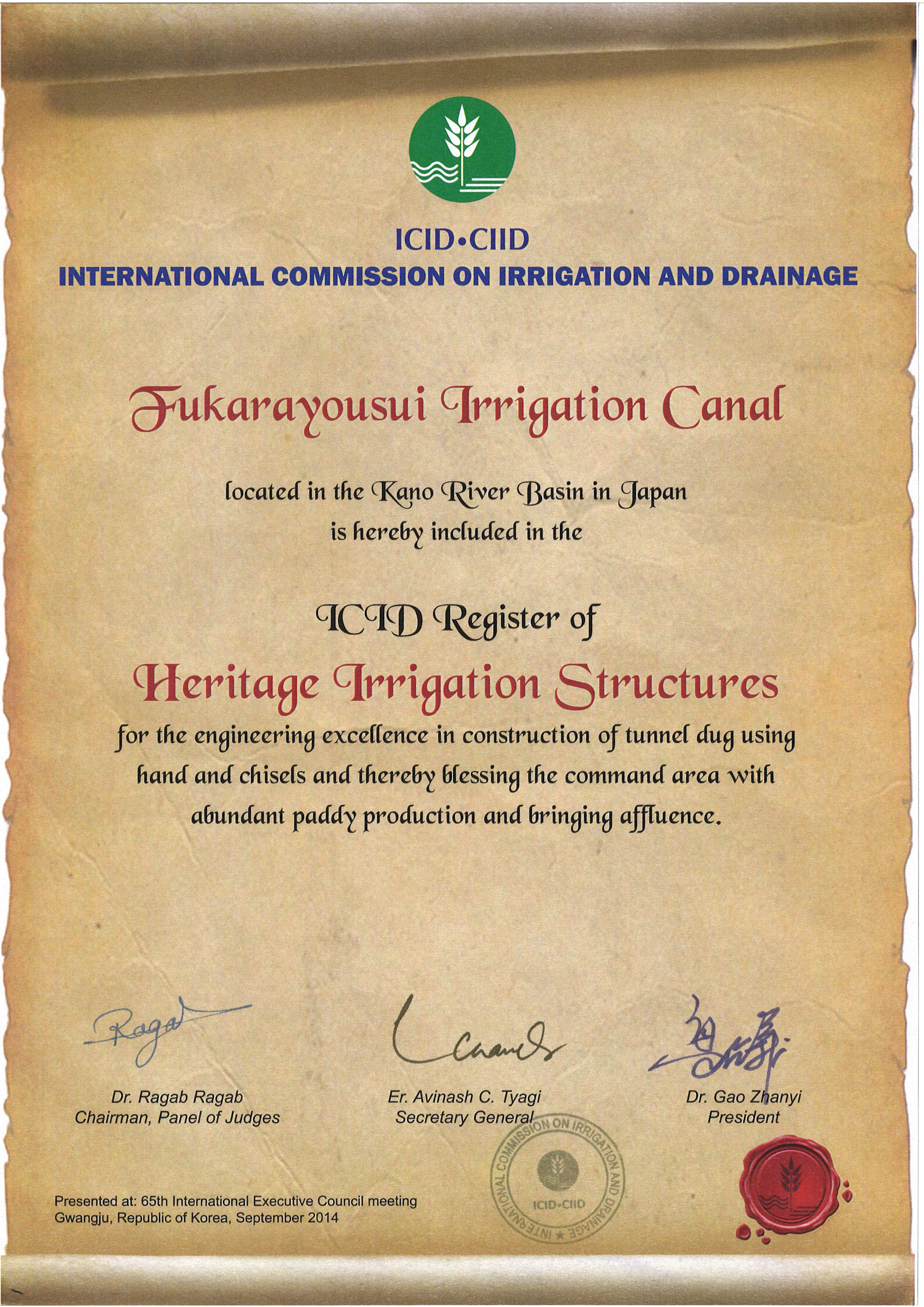
深良用水かんがい施設遺産登録証

## 災害
- 1941年（昭和16年）豪雨による洪水で静岡県側では深良川と新川の沿岸、神奈川県側では早川一帯で被害があった[26]。
- 1948年（昭和23年）9月16日 アイオン台風の被害で裾野市の新田区沿道の住宅が床上浸水した[27]。

## 年中行事
- 初登山 - 1月初旬。隧道の状況、芦ノ湖の貯水量、深良水門からの取水、逆川（早川）への排出状況の点検を行う[15]。
- 春の隧道点検 - 4月。田植え前に水配人、水利組合、東京発電株式会社の立会いの下、隧道内の状況を点検[15]。
- 深良用水祭り - 4月25日前後の休日に開催。1670年4月25日に通水した深良用水の恵みに感謝し、先人の偉業をたたえ、地域の活性化や地域住民の交流を図る記念イベント。2014年が初開催[28][29]。
- 戸抜きの作業 - 5月。田植えの始まる時期に深良水門、隧道の確認のほか、用水の水が滞りなく行き渡るよう、主要な堰の整備状況の巡視を行う[15]。
- 鍵の引渡し - 6月1日。東京発電から水利組合へ深良水門の鍵が引き渡される。かんがい用水と発電用水を兼ねる深良用水の管理（操作）は6月1日から9月30日までの水利需要期間は水利組合による直接管理、10月1日から翌年5月31日までは東京発電による間接管理としている[30]。
- 秋の隧道点検 - 9月。収穫期を終える時期に春と同様の点検を行う。隧道内に異常が発見されたときは芦ノ湖の貯水期である冬季に修繕を行う[31]。

## 関連施設、展示
世界かんがい施設遺産登録を記念し、裾野市民文化センター2階に、深良用水の成り立ちなどを紹介した映像、立体模型、用水関連の写真や測量道具などの資料を展示した特別展示室が設置されている（2020年2月現在）。